# Monithon
Monithon ist eine im September 2013 gegründete italienische Bürgerinitiative und Onlineplattform zur Überwachung der EU-Kohäsionspolitik in Italien, um insbesondere Verschwendung zu verhindern.
Monithon verwendet offene Daten über EU-Förderungen, die die italienische Regierung unter OpenCoesione.it veröffentlicht. Auf der Webseite von Monithon werden diese Daten georeferenziert und können mit Fotos, Videos oder Interviews versehen werden.